# Sant Cebrià de Palautordera
Sant Cebrià de Palautordera és un edifici religiós del municipi de Sant Esteve de Palautordera (Vallès Oriental).

## Descripció
Edifici religiós situat dins el castell de Fluvià. És un edifici de tipus romànic, de tres absis en disposició trevolada i amb una planta un xic ultrapassada o de ferradura. La seva entrada és independent de l'edifici al qual està unit. Davant hi ha un jardí, la façana que dona a aquest té un atri a ponent i el mur de llevant del casal deixa visible un trosset de la conca exterior de l'absis central, que es veu apujat i fortificat.

## Història
El castell de Fluvià antigament es deia casa de Palau. Les primeres notícies històriques són del segle xii (1154). L'església però, situada dins el modern edifici del castell, indica que ja existia al segle xi. Fou restaurada l'any 1966, encara que conserva el seu estil romànic, l'interior està pintat amb pintures modernes.